# Abbaye de San Pastore
L'abbaye de San Pastore est une abbaye cistercienne située au nord du Latium en Italie.
Fondée en 1218, elle s'établit sur le site actuel en 1236. Après une période de commende, les cisterciens quittent l'abbaye en 1561 et sont remplacés une vingtaine d'années plus tard par des chanoines réguliers du Latran. L'abbaye, définitivement fermée en 1796, connaît ensuite deux siècles de marasme, avant d'être restaurée en lieu de réception en 2009.

## Localisation et toponymie

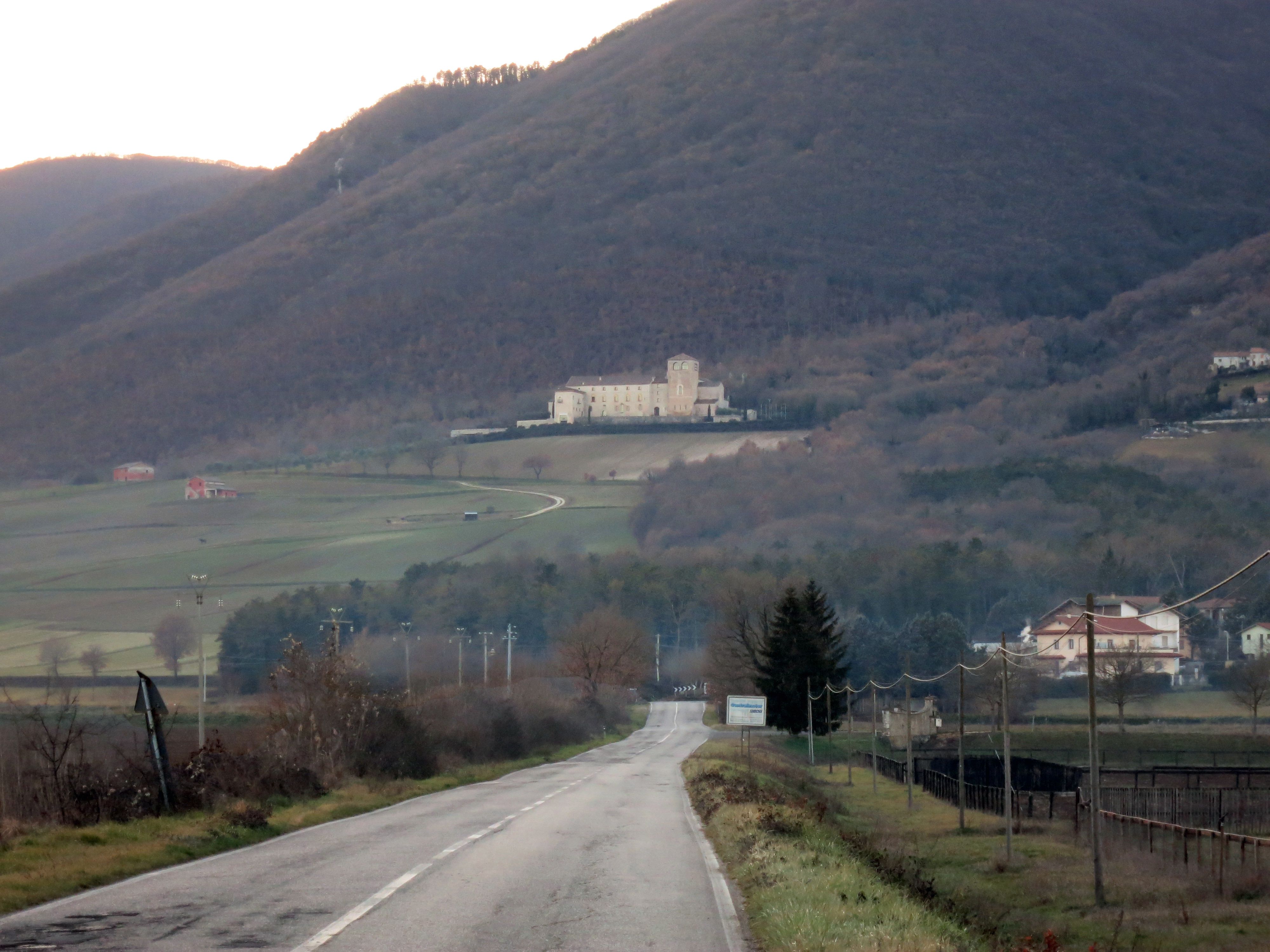
Le site de l'abbaye sur les pentes de la vallée du Velino.

L'abbaye est située sur la commune de Contigliano, mais à proximité du bourg de Greccio. Elle est construite sur les pentes orientales des monts Sabins, marquant la limite occidentale de la vallée du Velino, plus précisément de la plaine de Rieti (it), appelée parfois « Vallée Sainte »,.

## Histoire

### Fondation
En 1218, les moines bénédictins de l'abbaye San Matteo de Rieti souhaite que leur communauté devienne cistercienne. L'abbaye de Casanova accepte de prendre en charge la nouvelle abbaye ; toutefois, les cisterciens envoyés désapprouvent le lieu d'implantation, peu salubre, et lui préfèrent un autre site plus en altitude. Le 14 mars 1234, le cardinal Goffredo Castiglione propose aux cisterciens le site de Greccio. Cette donation est ratifiée en 1236 par le pape Grégoire IX. L'église consacrée au Bon Pasteur est confiée aux cisterciens,.
Selon certaines, sources, la communauté de Rieti serait devenue cistercienne beaucoup plus tôt, dès 1137.

### Développement
Les historiens divergent sur la période des travaux de construction de l'abbaye : pour certains, ils comment en 1236 pour s'achever en 1251, d'autres estiment que cette dernière date marque le début des travaux. Une plaque de 1255 commémore les travaux, exécutés par l'architecte Anselmo sous l'abbatiat d'Andrea, alors que Roberto est prieur et Palmerio sous-prieur.
Par la suite, l'abbaye se développe au cours du XIVe siècle. Elle possède de nombreuses terres dans la vallée et contribue financièrement à l'entretien des routes et des ponts de la région.

### Déclin, commende et fin de la période cistercienne
À la fin du XIVe siècle, l'abbaye est en déclin. Grégoire XI demande qu'elle soit réformée en 1373, et dépêche l'abbé de Saint-Laurent-hors-les-Murs dans ce but.
En 1426, la commende est mise en place à l'abbaye ; au bout d'un siècle, celle-ci produit ses effets habituels, chassant les moines, jusqu'à un complet abandon en 1561.

### Chanoines du Latran
En 1570, durant la période de vacance de l'abbaye, Marguerite de Parme, fille de Charles Quint, réside brièvement dans l'édifice.
En 1580, le cardinal Marco Antonio Colonna confie l'édifice aux chanoines réguliers du Latran, qui y restent environ un siècle. Ils rebâtissent notamment le cloître en 1638.

### Après l'abbaye
En 1796, l'abbaye, qui n'appartient depuis plus d'un siècle qu'aux commendataires, est supprimée. Après la période napoléonienne, une brève remise en place de la commende est effectuée par Pie VII,.
Les bâtiments sont vendus en 1834 ; c'est le marquis Potenziani qui les acquiert. Non entretenus, ils se dégradent, les charpentes s'effondrent, de nombreux vols sont commis. Au début du XXe siècle, une première restauration est entreprise grâce au mécénat de Ludovico Spada Potenziani ; en particulier, les fresques de l'église sont restaurées par Giuseppe Colarieti Tosti (it),.
De 1996 à 2009, une restauration de l'ensemble est menée par le propriétaire, l'entrepreneur Antonio Antonacci. Le site devient un lieu de réception de mariage,.

## Architecture

### Église abbatiale

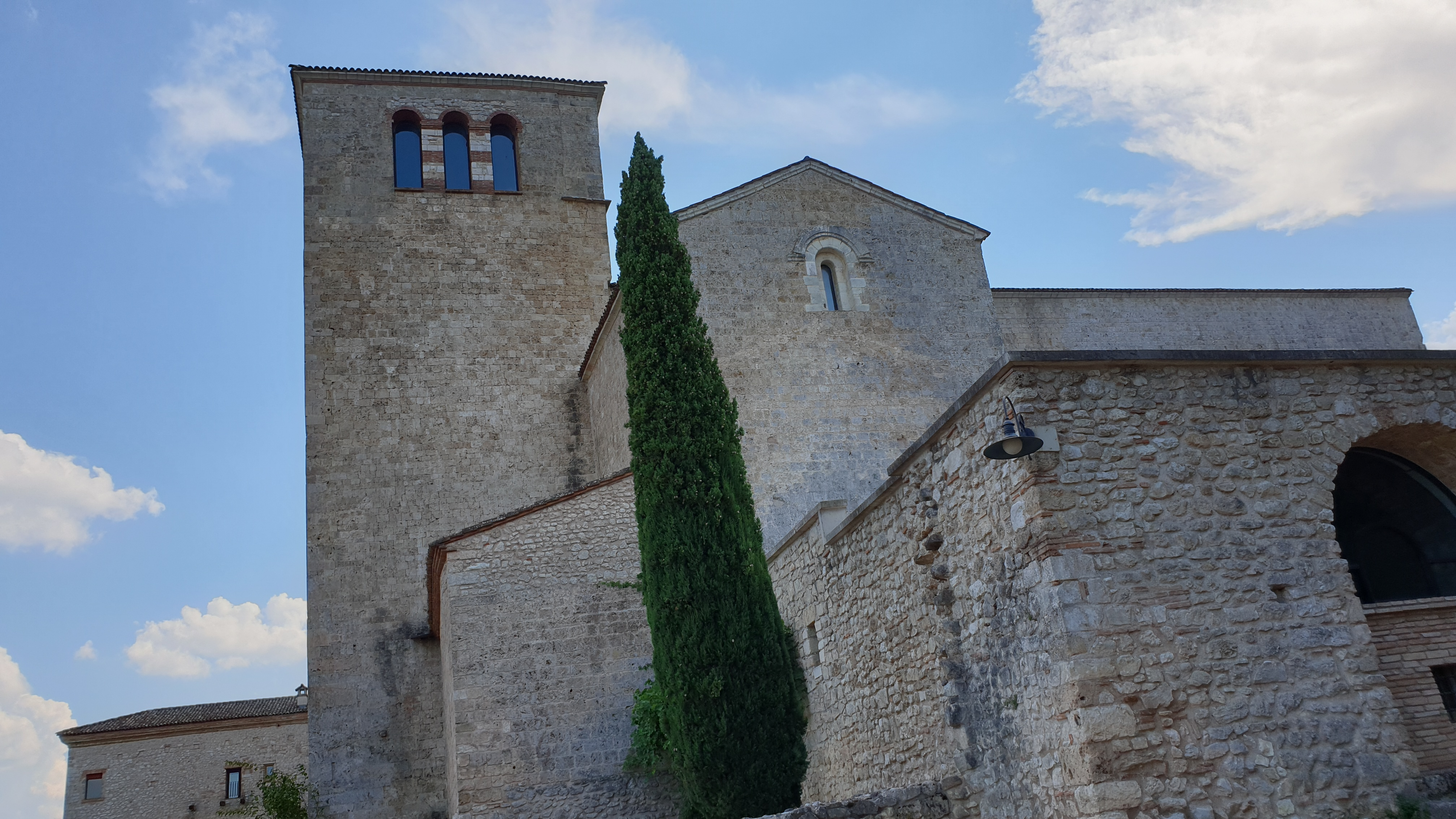
La façade gauche de l'église.

L'église abbatiale présente un plan en croix latine à trois nefs longues de cinq travées. Les voûtes sont portées par des piliers à base cruciforme. Le transept est large de trois travées, et s'ouvre, suivant le plan cistercien traditionnel, sur deux chapelles de chaque côté du chœur. Ce dernier est clôturé par un chevet rectangulaire percé de trois verrières en lancette. Le transept et le chœur sont voûtés en ogives, mais la nef donne aujourd'hui directement sur la charpente. Il est très probable qu'à l'origine elle était couverte de la même voûte d'ogives que le reste du monument. Le clocher carré surplombe le chœur.
L'architecture de l'église rappelle notamment celles de Falleri, Tre Fontane ou Agrigento, et plus encore Sambucina : son style est caractéristique de la première phase de construction de l'ordre, alors que règnent les principes stricts de l'art cistercien.

### Autres bâtiments
.

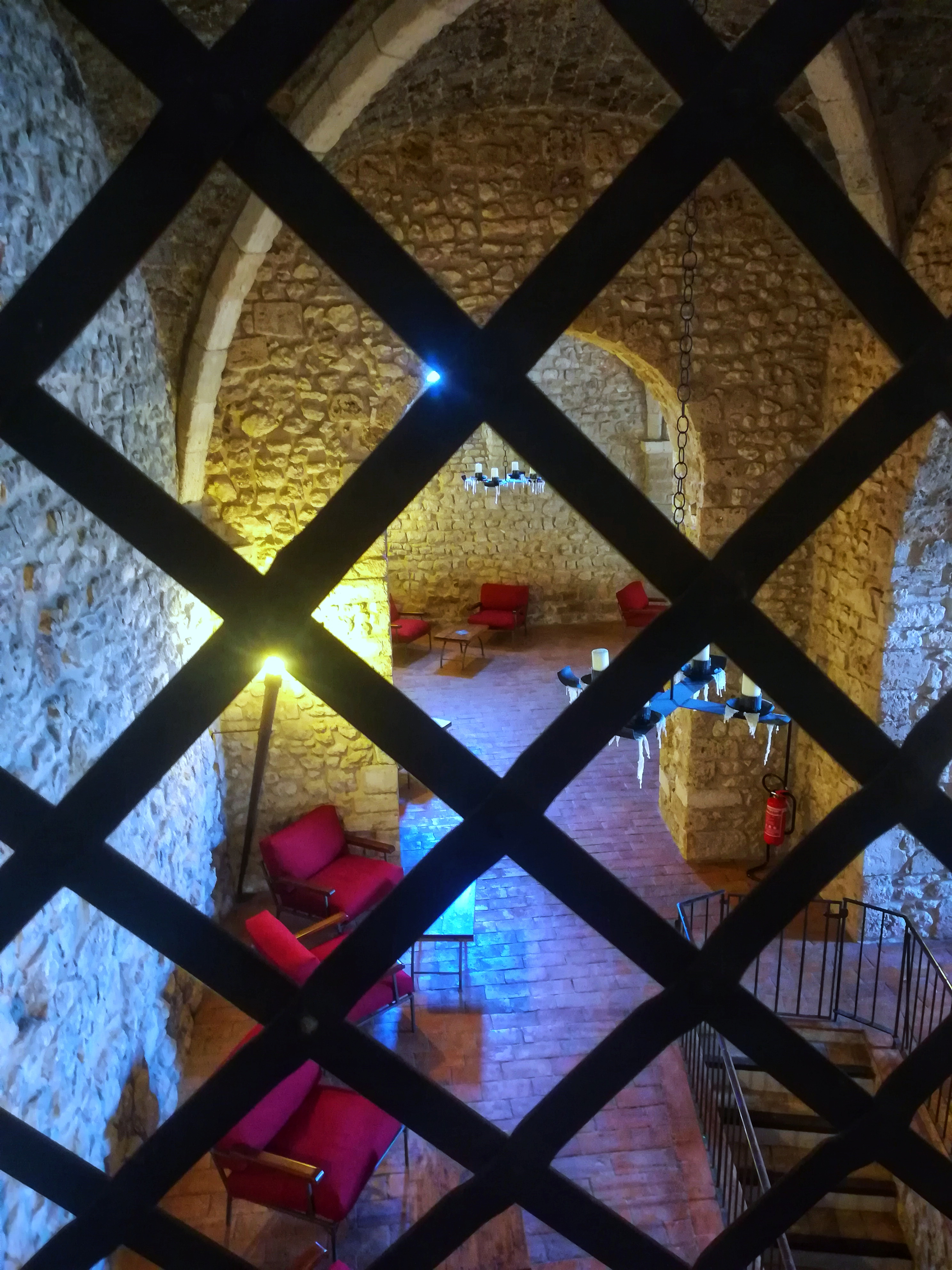
La salle capitulaire de l'abbaye.

Autour du cloître de 1638, la sacristie, la salle capitulaire et le parloir sont encore identifiables, les autres bâtiments ayant été trop modifiés. La salle capitulaire est voûtée en plein cintre.
À l'est de l'abbaye se trouve également un petit logis de style baroque, construit en 1686 par le cardinal Fulvio Astalli, alors abbé commendataire.